# Durbeské jezero
Durbeské jezero (lotyšsky Durbes ezers, v češtině někdy neporozuměním Durbes) je jezero v Lotyšsku, v historické zemi Kuronsko (Kurzeme), severovýchodně od města Liepāja. Má rozlohu 6,7 km², délku 5,2 km, šířku 1,6 km a hloubku 2,3 m.

## Vodní režim
Ústí do něj řeky Lāņupe a Trumpe a odtéká z něj řeka Durbe, která je zdrojnicí Saky, jež ústí do Baltského moře.

## Historie
V bitvě u jezera porazilo 13. července 1260 vojsko litevského kmene Žemaitů (Žmuďanů) spojené síly Teutonského a Livonského řádu.